# Lionel Causse
 (novembre 2024).
L'article doit être relu — et modifié si nécessaire — par des contributeurs indépendants pour apporter un regard critique aux contributions effectuées en violation des conditions d'utilisation de Wikipédia, tant sur la forme (notamment concernant le style encyclopédique, la proportionnalité) que sur le fond (la neutralité de point de vue, la qualité et l'indépendance des sources).
(Politique pour les contributions rémunérées | Comprendre le dépubage | En discuter)
Pour les articles homonymes, voir Causse (homonymie).
Lionel Causse, né le 6 mai 1971 à Toulouse, est un homme politique français membre du Parti socialiste puis de Renaissance.
Il est conseiller général du canton de Saint-Martin-de-Seignanx de 2008 à 2015, maire de Saint-Martin-de-Seignanx de 2014 à 2017 et député de la deuxième circonscription des Landes depuis 2017.

## Biographie

### Parcours professionnel
Originaire de Toulouse, Lionel Causse a occupé des fonctions de cadre dans le secteur de l'économie sociale et solidaire au début de sa carrière.

### Parcours politique

#### Élu local dans les Landes
Le 16 mars 2008, il est élu conseiller général du canton de Saint-Martin-de-Seignanx sous l'étiquette Parti socialiste (PS), et le restera jusqu'en 2015.
Le 23 mars 2014, il est élu maire de Saint-Martin-de-Seignanx sous l'étiquette « Saint-Martin, une nouvelle ambition », une liste de divers courants politiques modérés. Il est également vice-président de la communauté des communes du Seignanx chargé du tourisme et du développement économique.
En 2015, il quitte le PS qui a, selon lui, « fait ces dernières années preuve d’autorité et de fermeture », notamment à la suite des élections départementales, lui-même étant battu dans son canton.
À la fin de 2016, il rejoint Emmanuel Macron, avec qui il estime avoir « la même vision de la politique », et adhère au mouvement En marche !.

#### Député de la XVelégislature
Le 18 juin 2017, il est élu député de la 2e circonscription des Landes, sous l'étiquette La République en marche !, avec 63 % des voix face à la candidate de La France insoumise, Caroline Dacharry,.
En 2017, Lionel Causse se déclare « contre le nucléaire » et opposé au cumul des mandats.
Il participe aux États généraux de l'alimentation,, et s'engage pour la défense de la tarification sociale de l'eau. Il poursuit son engagement pour la tarification sociale de l'eau en se prononçant pour une généralisation du dispositif nationalement. Il défend cette position avec son collègue Hubert Wulfranc en tant que co-rapporteur d'une mission d'information de l'Assemblée nationale sur le bilan de l'expérimentation de la tarification sociale de l'eau.
En juillet 2019, à l'occasion de la remise en jeu des postes au sein de la majorité, il se porte candidat à la questure de l'Assemblée.
Dans les suites de la Convention citoyenne pour le climat, il est nommé rapporteur du thème IV « se loger » du projet de loi portant lutte contre le dérèglement climatique, dite loi Climat-Résilience. Il est chargé de plusieurs sujets : l'artificialisation des sols, la lutte contre le recul du trait de côte et l'adaptation des territoires face au changement climatique[source insuffisante].
Par décret du 11 mars 2020, le Premier ministre Édouard Philippe charge Lionel Causse et Nicolas Turquois (Modem) d'une mission temporaire ayant pour objet la prise en compte des petites pensions. La mission conduite par les deux parlementaires recense environ 5,7 millions de retraités de droits directs touchant une pension de retraite inférieure à 1000 € bruts par mois. Il s’agit notamment de retraités ayant eu des carrières «heurtées ».

#### Député de la XVIelégislature
En juin 2022, candidat à sa réélection dans la deuxième circonscription des Landes, Lionel Causse arrive en tête du premier tour des élections législatives avec 33,78 % des voix. Opposé à Jean-Marc Lespade au second tour, il remporte l’élection face au maire communiste de Tarnos, membre de la coalition de la NUPES, en recueillant 51,94 % des suffrages exprimés.  
Tout comme pour son premier mandat, Lionel Causse siège à la commission du développement durable et de l’aménagement du territoire de l’Assemblée nationale.
Par un arrêté en date du 27 décembre 2022, publié au Journal officiel le 31 décembre 2022, le ministre délégué chargé de la ville et du logement nomme Lionel Causse président du Conseil national de l'habitat (CNH).

#### Député de la XVIIelégislature
En juin 2024, à la suite de la dissolution de l’Assemblée nationale, il annonce être candidat à sa réélection dans la deuxième circonscription des Landes. Il arrive en deuxième position à l'occasion du premier tour, avec 30,05% des voix. Lors du second tour des élections législatives, il est réélu avec 61,8 % des voix face à Lionel Biesbrouck, candidat du Rassemblement national, qui obtient 38,2 %.